# Mike D'Antoni
Michael Andrew D'Antoni, detto Mike (Mullens, 8 maggio 1951), è un allenatore di pallacanestro, dirigente sportivo ed ex cestista statunitense naturalizzato italiano, di ruolo playmaker.

## Carriera

### Giocatore
Dopo una buona carriera universitaria con la Marshall University (la stessa di Hal Greer, Jason Williams e Tamar Slay per quanto riguarda il basket; Chad Pennington e Randy Moss per quanto riguarda il football americano), D'Antoni venne scelto come 20ª scelta assoluta al secondo giro del draft NBA 1973 dai Kansas City-Omaha Kings.
Nel 1974 fu inserito nell'All-NBA Rookie Second Team (secondo quintetto di matricole NBA). Dopo due stagioni a Kansas City, giocò in ABA con gli Spirits of St. Louis. Nella stagione successiva, dopo la fusione tra le due leghe, tornò in NBA, disputando però solo 2 partite con i San Antonio Spurs.

D'Antoni alla Billy Milano nei primi anni 1980

Dopo l'esperienza statunitense, D'Antoni si trasferì in Italia all'Olimpia Milano, dove rimase per 13 stagioni consecutive e in cui fu il cervello di una squadra divenuta leggendaria. Nel 1981 lo raggiunse Dino Meneghin: l'asse tra il play e il pivot portò a 8 finali scudetto consecutive (di cui 5 vinte) e a un ruolo primario a livello europeo, con tre finali disputate (di cui due vinte). L'apice venne raggiunto con l'arrivo della stella Usa Bob McAdoo, più volte campione NBA con il Los Angeles Lakers, e la vittoria di due Coppe dei Campioni consecutive (1987 e 1988), superando in finale entrambe le volte gli storici rivali del Maccabi Tel Aviv.
Si ritirò dal basket giocato nel 1990, dopo aver vinto 5 scudetti, 2 Coppe dei Campioni, 1 Coppa Korać e 1 Coppa Intercontinentale.
Sempre nel 1990 venne eletto miglior playmaker della storia del campionato italiano. Era soprannominato Arsenio Lupin per la sua capacità di recuperare palloni: questa caratteristica, insieme alla sua lucida regia in attacco, determinarono i successi milanesi negli anni 80.
In possesso del passaporto italiano grazie ai suoi avi di Nocera Umbra, D'Antoni vestì anche la maglia della Nazionale italiana: disputò infatti i FIBA EuroBasket 1989, classificandosi al 4º posto.

### Allenatore

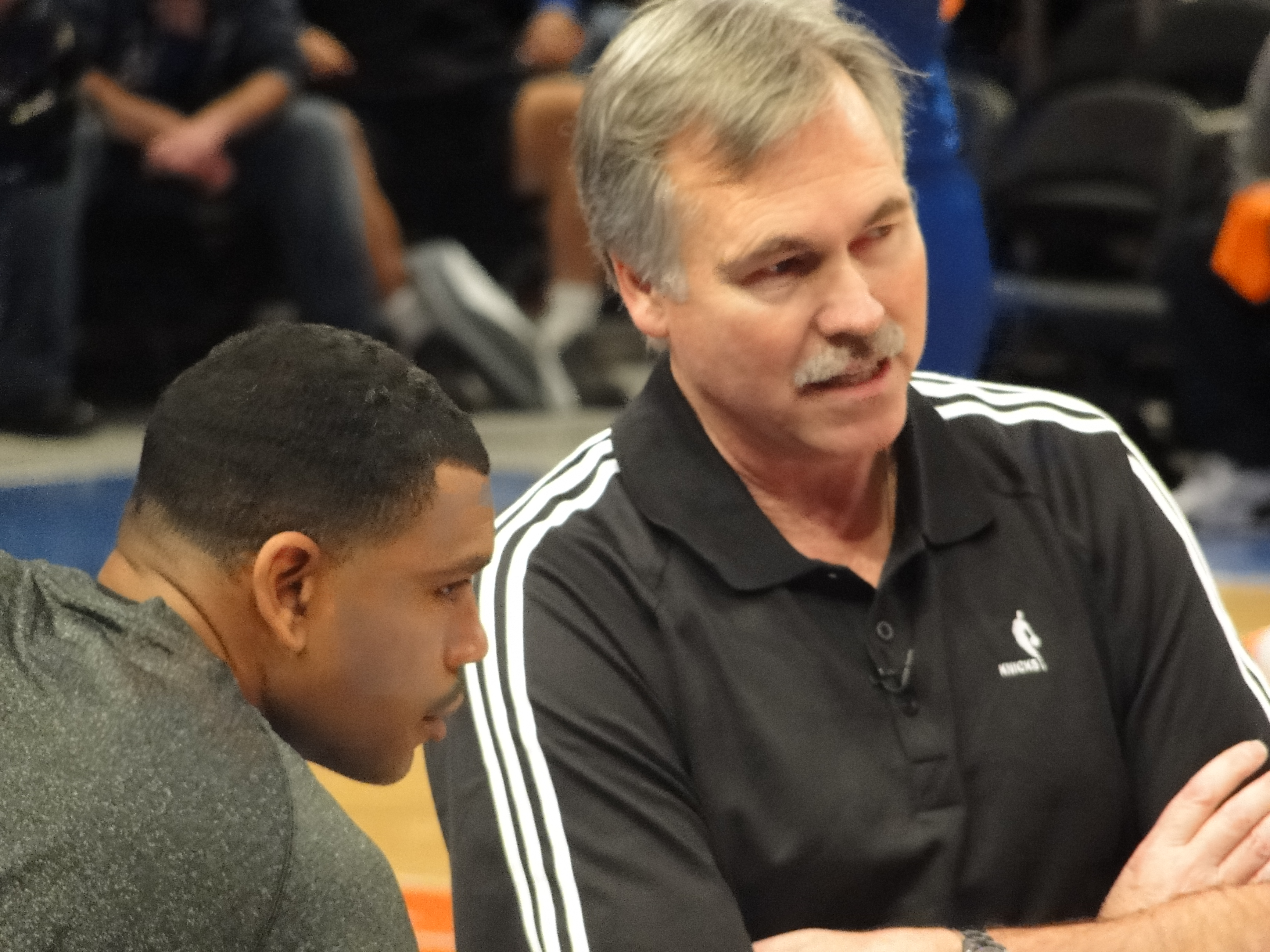
D'Antoni e Allan Houston con i Knicks

Iniziò la sua carriera da allenatore proprio all'Olimpia Milano, che guidò per 4 stagioni, raggiungendo la finale nel campionato d'esordio e vincendo una Coppa Korać nel 1994. Dopo l'esperienza milanese, si trasferì alla Benetton Treviso, con cui vinse 1 scudetto, 1 Coppa d'Europa e 1 Coppa Italia.
Nel 1999 venne nominato allenatore dei Denver Nuggets in NBA, chiudendo con 14 vittorie e 36 sconfitte. La stagione successiva lavorò per i Portland Trail Blazers come assistente allenatore e nel 2000-01 divenne uno scout dei San Antonio Spurs. Nella stagione 2001-2002 ha fatto rientro alla Pallacanestro Treviso, riuscendo a vincere un altro scudetto italiano.
Nel 2003 venne assunto come allenatore ai Phoenix Suns al posto dell'esonerato Frank Johnson; nelle sue prime due stagioni è arrivato per due volte alla finale della Western Conference, perdendo 4-1 con San Antonio nel 2004-05, e 4-2 contro i Dallas Mavericks nel 2005-06. Proprio nel 2005 ha vinto il premio NBA Coach of the Year Award.
Il 10 maggio 2008 ha firmato un contratto con i New York Knicks. Si è dimesso il 14 marzo 2012 dopo 121 vittorie e 167 sconfitte complessive, e dopo aver ottenuto una sola qualificazione ai playoff, nella stagione 2010-2011.
Il 12 novembre 2012 torna ad allenare in NBA, prendendo il posto di Mike Brown sulla panchina dei Los Angeles Lakers. Lascia la guida della squadra al termine della stagione NBA 2013-14.
Dal 2016 è l'allenatore degli Houston Rockets, con cui nella stagione 2016-17 arriva fino alle semifinali della Western Conference, venendo eliminati dai San Antonio Spurs per 4-2. La squadra risulta essere la miglior tiratrice da tre punti di tutta la stagione.
La stagione 2017-2018 è la migliore per la squadra di Houston, che chiude con un 65-17 e al primo posto della propria Conference; inoltre la stella della squadra, James Harden, vince il premio MVP. Ai playoff gli Houston Rockets arrivano fino alle finali di Conference contro i campioni in carica: i Golden State Warriors. La squadra allenata da D'Antoni arriva a condurre la serie per 3 a 2, per poi perdere le due gare successive.
La stagione seguente inizia con una serie di difficoltà per la squadra allenata da Mike D'Antoni, ma anche grazie alla prestazione straordinaria di James Harden riesce a chiudere la stagione in quarta posizione. Ai playoff gli Houston Rockets arrivano fino alle semifinali di Conference, ma vengono battuti dai Golden State Warriors per il secondo anno consecutivo.
Il bilancio della sua carriera da allenatore in NBA vedrà quindi come miglior risultato le tre finali di Conference raggiunte, due con Phoenix e una con Houston. 

## Statistiche

### Cronologia punti e presenze in nazionale
| Cronologia completa delle presenze e dei punti in Nazionale - Italia | Cronologia completa delle presenze e dei punti in Nazionale - Italia | Cronologia completa delle presenze e dei punti in Nazionale - Italia | Cronologia completa delle presenze e dei punti in Nazionale - Italia | Cronologia completa delle presenze e dei punti in Nazionale - Italia | Cronologia completa delle presenze e dei punti in Nazionale - Italia | Cronologia completa delle presenze e dei punti in Nazionale - Italia | Cronologia completa delle presenze e dei punti in Nazionale - Italia |
| Data                                                                 | Città                                                                | In casa                                                              | Risultato                                                            | Ospiti                                                               | Competizione                                                         | Punti                                                                | Note                                                                 |
| -------------------------------------------------------------------- | -------------------------------------------------------------------- | -------------------------------------------------------------------- | -------------------------------------------------------------------- | -------------------------------------------------------------------- | -------------------------------------------------------------------- | -------------------------------------------------------------------- | -------------------------------------------------------------------- |
| 7-6-1989                                                             | Atene                                                                | Stati Uniti                                                          | 83 - 106                                                             | Italia                                                               | Torneo Acropolis 1989                                                | 0                                                                    | [ 4 ]                                                                |
| 8-6-1989                                                             | Atene                                                                | Paesi Bassi                                                          | 75 - 86                                                              | Italia                                                               | Torneo Acropolis 1989                                                | 0                                                                    | [ 5 ]                                                                |
| 9-6-1989                                                             | Atene                                                                | Grecia                                                               | 93 - 80                                                              | Italia                                                               | Torneo Acropolis 1989                                                | 0                                                                    | [ 6 ]                                                                |
| 13-6-1989                                                            | Lucca                                                                | Italia                                                               | 86 - 83                                                              | Jugoslavia                                                           | Amichevole                                                           | 3                                                                    | [ 7 ]                                                                |
| 14-6-1989                                                            | Pistoia                                                              | Italia                                                               | 74 - 86                                                              | Jugoslavia                                                           | Amichevole                                                           | 5                                                                    | [ 8 ]                                                                |
| 16-6-1989                                                            | Pavia                                                                | Sel. Lombardia                                                       | 98 - 117                                                             | Italia                                                               | Torneo amichevole                                                    | 5                                                                    | [ 9 ]                                                                |
| 20-6-1989                                                            | Zagabria                                                             | Unione Sovietica                                                     | 87 - 84                                                              | Italia                                                               | EuroBasket 1989 - Fase a gironi                                      | 0                                                                    | [ 10 ]                                                               |
| 21-6-1989                                                            | Zagabria                                                             | Spagna                                                               | 76 - 97                                                              | Italia                                                               | EuroBasket 1989 - Fase a gironi                                      | 6                                                                    | [ 11 ]                                                               |
| 22-6-1989                                                            | Zagabria                                                             | Paesi Bassi                                                          | 66 - 89                                                              | Italia                                                               | EuroBasket 1989 - Fase a gironi                                      | 3                                                                    | [ 12 ]                                                               |
| 24-6-1989                                                            | Zagabria                                                             | Jugoslavia                                                           | 97 - 80                                                              | Italia                                                               | EuroBasket 1989 - Semifinali                                         | 0                                                                    | [ 13 ]                                                               |
| 25-6-1989                                                            | Zagabria                                                             | Unione Sovietica                                                     | 104 - 76                                                             | Italia                                                               | EuroBasket 1989 - Finale 3º posto                                    | 5                                                                    | [ 14 ]                                                               |
| Totale                                                               |                                                                      | Presenze                                                             | 11                                                                   |                                                                      | Punti                                                                | 27                                                                   |                                                                      |

### Allenatore
| Stagione | Squadra         | Regular Season | Regular Season | Regular Season | Regular Season | Regular Season           | Post Season                                                |
| Stagione | Squadra         | V              | P              | % V            | G              | Posizione finale         | Post Season                                                |
| -------- | --------------- | -------------- | -------------- | -------------- | -------------- | ------------------------ | ---------------------------------------------------------- |
| 1998-99  | Denver Nuggets  | 14             | 36             | 28,0           | 50             | 6º in Midwest Division   | Manca i play-off                                           |
| 2003-04  | Phoenix Suns    | 21             | 40             | 34,4           | 61             | 6º in Pacific Division   | Manca i play-off                                           |
| 2004-05  | Phoenix Suns    | 62             | 20             | 75,6           | 82             | 1º in Pacific Division   | Sconfitto alle Finali di Conference dagli Spurs (1-4)      |
| 2005-06  | Phoenix Suns    | 54             | 28             | 65,9           | 82             | 1º in Pacific Division   | Sconfitto alle Finali di Conference dai Mavericks (2-4)    |
| 2006-07  | Phoenix Suns    | 61             | 21             | 74,4           | 82             | 1º in Pacific Division   | Sconfitto alle Semifinali di Conference dagli Spurs (2-4)  |
| 2007-08  | Phoenix Suns    | 55             | 27             | 67,1           | 82             | 2º in Pacific Division   | Sconfitto al primo round dagli Spurs (1-4)                 |
| 2008-09  | N.Y. Knicks     | 32             | 50             | 39,0           | 82             | 5º in Atlantic Division  | Manca i play-off                                           |
| 2009-10  | N.Y. Knicks     | 29             | 53             | 35,4           | 82             | 3º in Atlantic Division  | Manca i play-off                                           |
| 2010-11  | N.Y. Knicks     | 42             | 40             | 51,2           | 82             | 2º in Atlantic Division  | Sconfitto al Primo Round dai Celtics (0-4)                 |
| 2011-12  | N.Y. Knicks     | 18             | 24             | 42,9           | 42             | -                        | -                                                          |
| 2012-13  | L.A. Lakers     | 40             | 32             | 55,6           | 72             | 3º in Pacific Division   | Sconfitto al Primo Round dagli Spurs (0-4)                 |
| 2013-14  | L.A. Lakers     | 27             | 55             | 32,9           | 82             | 5º in Pacific Division   | Manca i play-off                                           |
| 2016-17  | Houston Rockets | 55             | 27             | 67,1           | 82             | 2º in Southwest Division | Sconfitto alle Semifinali di Conference dagli Spurs (2-4)  |
| 2017-18  | Houston Rockets | 65             | 17             | 79,3           | 82             | 1º in Southwest Division | Sconfitto alle Finali di Conference dai Warriors (3-4)     |
| 2018-19  | Houston Rockets | 53             | 29             | 64,6           | 82             | 1º in Southwest Division | Sconfitto alle Semifinali di Conference dai Warriors (2-4) |
| 2019-20  | Houston Rockets | 44             | 28             | 61,1           | 72             | 1º in Southwest Division | Sconfitto alle Semifinali di Conference dai Lakers (1-4)   |
|          | Carriera        | 718            | 555            | 56,4           | 1127           |                          |                                                            |

## Palmarès

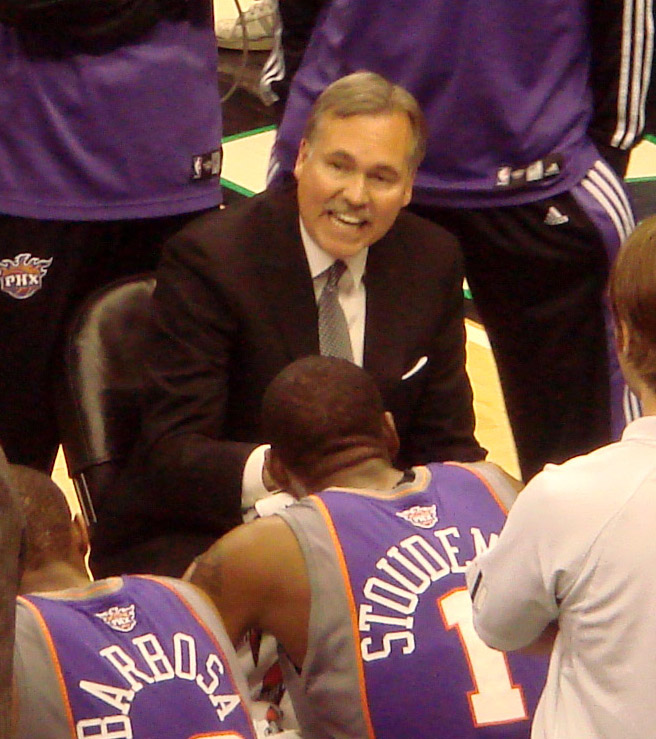
D'Antoni alla guida dei Suns, 2008

### Giocatore

#### Competizioni nazionali
- Campionato italiano: 5

Olimpia Milano: 1981-1982, 1984-1985, 1985-1986, 1986-1987, 1988-1989
- Coppa Italia: 2

Olimpia Milano: 1986, 1986-1987

#### Competizioni internazionali
- Coppa Korać: 1

Olimpia Milano: 1984-1985
- Coppa dei Campioni: 2

Olimpia Milano: 1986-1987, 1987-1988
- Coppa Intercontinentale: 1

Olimpia Milano: 1987

### Allenatore

#### Competizioni nazionali
- Coppa Italia: 1

Pall. Treviso: 1995
- Campionato italiano: 2

Pall. Treviso: 1996-1997, 2001-2002
- Supercoppa italiana: 1

Pall. Treviso: 2001

#### Competizioni internazionali
- Coppa Korać: 1

Olimpia Milano: 1992-1993
- Coppa d'Europa: 1

Pall. Treviso: 1994-1995

#### Individuale
- NBA Coach of the Year Award: 2

2005, 2017
- Allenatore all'NBA All-Star Game: 2

2007, 2018